# Sukiel (Ukraina)
Sukiel (ukr. Сукіль) – wieś na Ukrainie, w  obwodzie iwanofrankiwskim, w rejonie dolińskim.  Podporządkowany radzie miasta Bolechów.